# Megachoriolaus flammatus
Megachoriolaus flammatus är en skalbaggsart som först beskrevs av Linsley 1961.  Megachoriolaus flammatus ingår i släktet Megachoriolaus och familjen långhorningar. Inga underarter finns listade i Catalogue of Life.